# 哈里肯 (密西西比州)
哈里肯（英語：Hurricane），原名埃斯佩蘭薩（Esperanza），是位於美國密西西比州龐托托克縣的非建制地區。

## 歷史
哈里肯的郵局於1871年設立，其後於1909年停運。當地於1900年時有人口26人。

## 地理
哈里肯所處的海拔為高於海平面111米（即364英呎），而該地所採用的時區為UTC-6，即北美中部時區（CST）。同時該地設有夏令時間，為UTC-6調快一小時，即UTC-5（CDT）。